# 先生は走る
「先生は走る」（せんせいははしる）は, 1990年12月にNHKの『みんなのうた』で放送された曲である。作詞・作曲：興呂木正志、編曲：若松正司。歌は友竹正則と東京放送児童合唱団。

## 概要
1990年にNHKは、『みんなのうた』放送30周年記念として作品コンクールを行った。この曲は同コンクールの最優秀作品に選ばれた曲である。同年12月の『みんなのうた』で紹介された。
歌は友竹正則だが、本楽曲が『みんなのうた』で最後の出演となった。映像は吉良敬三製作のアニメ。
旧暦の12月を指す言葉で「師（先生）が走るほど忙しい」という意味を表す「師走」を題材にした楽曲であり、12月の時期に先生が町中を走る様子を描いている。
曲の前半部分は合唱団のみで歌い、友竹は中盤にある先生の台詞の部分から登場する構成になっている。
再放送は1992年と12月-1993年1月と2016年12月-2017年1月にラジオのみで行われた。なお番組外では2009年12月25日に「お元気ですか日本列島」内にて放送された。
1991年5月5日にキングレコードから発売されたCD「最新盤 NHK みんなのうたより ’91 VOL.29」(KICG-34) には水島裕、タンポポ児童合唱団によるカバー版が収録されている。